# CD-ROM

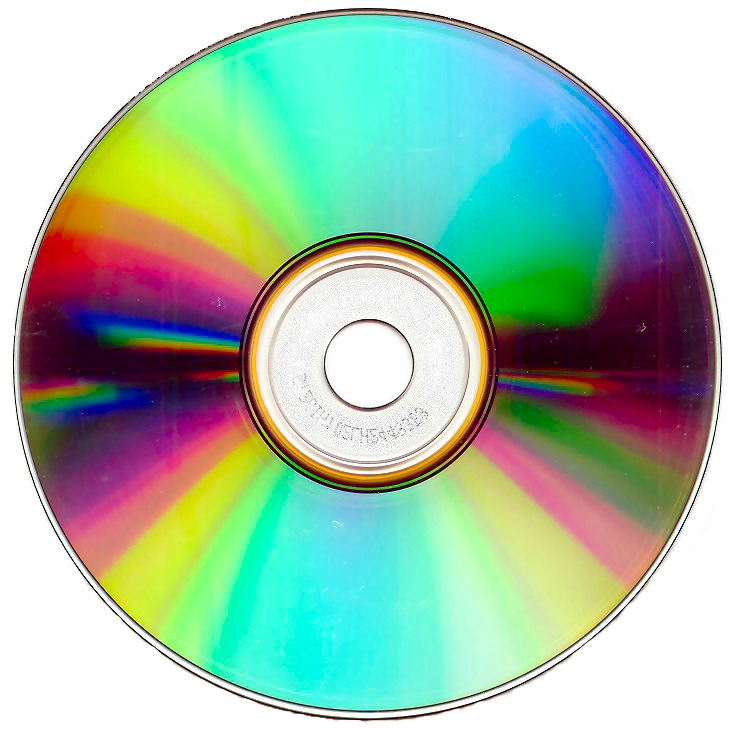
CD-ROM
(자료가 기록되는 면)

CD-ROM(Compact Disc Read Only Memory, 문화어: 씨디롬, 읽기전용씨디) 또는 시디롬은 많은 양의 자료가 디지털 형태로 저장되는 콤팩트 디스크이다.
컴퓨터에 소프트웨어를 보급할 때 널리 사용되는 저장장치이다. 게임기에서도 많이 이용되고 있으나 게임기용 CD-ROM의 경우 기종별로 독자적인 규격을 사용하고 있는 경우도 있다.

## 특징
‘시디롬(CD-ROM)’이라는 명칭은 ‘저장된 내용만 읽는 콤팩트 디스크(Compact Disk-Read Only Memory)’라는 영어 표현이 줄어서 된 것이다. 여기서 ‘읽기전용기억장치’라는 의미를 지닌 롬(ROM)은 시디롬에 데이터가 영구히 들어 있다는 뜻이다. 따라서, 컴퓨터로 시디롬 안의 데이터를 지우거나 바꾸거나 새로운 내용을 더 삽입할 수는 없다.
시디롬은 오디오용 콤팩트 디스크와 크기도 같고 작동 방식도 같다. 시디롬의 한쪽 면은 평평한 면에 0과 1을 나타내는 미세한 구멍들이 있다. 레이저 장치로 레이저 광선을 쏘아 시디롬 디스크의 구멍들을 읽어서 비트 신호를 만든다. 표준 규격의 시디롬은 약 650메가바이트의 용량을 저장할 수 있는데, 이것은 대략 양면으로 타자한 문서 32만 5,000페이지에 이르는 분량이다. 이렇게 용량이 크기 때문에 시디롬은 동영상, 음향 등으로 용량이 큰 멀티미디어 프로그램들을 보급하는 주요 수단으로 쓰인다.

## 규격
CD-ROM은 규격서 Yellow Book(옐로 북)에 의해 라이선스화되었다.
CD-ROM은 원래 CD가 그렇듯이 프레스 비용이 비교적 싸며, 특히 제품 등을 대량으로 배포하기 위해 만든 읽기 전용 미디어이다. 규격발표 당시에는 용량이 540 MB(메가바이트)라 전해졌는데, 현재는 650~700 MB정도까지가 주류를 차지하며 그보다 더욱 용량이 많은 것도 있다. CD-ROM의 포맷은 표준적인 ISO 9660 등이 있다.
1990년대 중반에는 하드 디스크보다 많은 데이터를 저장할 수 있었다. 2016년 2월 기준으로 하드 디스크는 8.0 TB가 넘는 것도 시중에서 판매되고 있으나 출시 당시에는 300~500 MB 정도였다.
CD-ROM을 확장한 것으로는 CD-ROM XA, CD-I, GD-ROM 등이 있다.

## 종류
흔히 볼 수 있는 지름이 12 cm인 CD-ROM과 미니 CD라 불리는 지름 8 cm의 두 종류가 대표적으로 쓰인다.

## 용량
| 유형                                                                              | 섹터    | 데이터 최대 크기 | 데이터 최대 크기 | 오디오 최대 크기 | 시간 |
| 유형                                                                              | 섹터    | (MB)             | 대략 (MiB)       | (MB)             | (분) |
| --------------------------------------------------------------------------------- | ------- | ---------------- | ---------------- | ---------------- | ---- |
| 8 cm                                                                              | 94,500  | 193.536          | 184.570          | 222.264          | 21   |
|                                                                                   | 283,500 | 580.608          | 553.711          | 666.792          | 63   |
| 650 MB                                                                            | 333,000 | 681.984          | 650.391          | 783.216          | 74   |
| 700 MB                                                                            | 360,000 | 737.280          | 703.125          | 846.720          | 80   |
| 800 MB                                                                            | 405,000 | 829.440          | 791.016          | 952.560          | 90   |
| 900 MB                                                                            | 445,500 | 912.384          | 870.117          | 1,047.816        | 99   |
| 참고: 메가바이트 (MB)와 분 단위 값은 절대적인 값이다. MiB의 값은 대략적인 값이다. |         |                  |                  |                  |      |

## CD-ROM 드라이브

### 레이저
CD-ROM 드라이브는 780 나노미터 레이저 다이오드를 이용한다.

### 전송 속도
| 전송 속도 | KiB/s        | Mbit/s       | MiB/s     | RPM            |
| --------- | ------------ | ------------ | --------- | -------------- |
| 1×        | 150          | 1.2288       | 0.146     | 200–500        |
| 2×        | 300          | 2.4576       | 0.293     | 400-1,000      |
| 4×        | 600          | 4.9152       | 0.586     | 800–2,000      |
| 8×        | 1,200        | 9.8304       | 1.17      | 1,600–4,000    |
| 10×       | 1,500        | 12.288       | 1.46      | 2,000–5,000    |
| 12×       | 1,800        | 14.7456      | 1.76      | 2,400–6,000    |
| 20×       | 1,200–3,000  | 최대 24.576  | 최대 2.93 | 4,000 (CAV)    |
| 32×       | 1,920–4,800  | 최대 39.3216 | 최대 4.69 | 4,800 (CAV)    |
| 36×       | 2,160–5,400  | 최대 44.2368 | 최대 5.27 | 7,200 (CAV)    |
| 40×       | 2,400–6,000  | 최대 49.152  | 최대 5.86 | 8,000 (CAV)    |
| 48×       | 2,880–7,200  | 최대 58.9824 | 최대 7.03 | 9,600 (CAV)    |
| 52×       | 3,120–7,800  | 최대 63.8976 | 최대 7.62 | 10,400 (CAV)   |
| 56×       | 3,360–8,400  | 최대 68.8128 | 최대 8.20 | 11,200 (CAV)   |
| 72×       | 6,750–10,800 | 최대 88.4736 | 최대 10.5 | 2,000 (멀티빔) |

## CD-ROM을 채용한 게임기
- PC 엔진의 CD-ROM²
- 메가 드라이브의 메가 CD
- 네오지오 CD
- 플레이디아
- 3DO
- PC-FX
- 세가 새턴
- 플레이스테이션
- 플레이스테이션 2 (DVD를 지원하지만 CD를 통해서도 소프트웨어를 판매하였다)

## 같이 보기
- CD
- CD-R
- CD-RW